# Guntersville
Guntersville város az USA Alabama államában, Marshall megyében, melynek megyeszékhelye is. Lakosainak száma 8553 fő (2020. április 1.).

## Népesség
A település népességének változása:

| 2010 | 8 197 |
| 2020 | 8 553 |